# مذاکرات هسته‌ای ایران
مذاکرات هسته‌ای ایران رایزنی‌ها و تلاش‌های دیپلماتیک سلسله‌وار دولت جمهوری اسلامی ایران و گروه ۱+۵ برای به‌دست آوردن یک توافق جامع در خصوص چگونگی ادامه برنامه هسته‌ای ایران است. مهلت این مذاکرات در توافق موقت ژنو بر روی برنامه هسته‌ای ایران تا نوامبر ۲۰۱۴ بوده‌است و سپس تا اول ژوئیه ۲۰۱۵ تمدید گردیده‌است. در پی تفاهم هسته‌ای لوزان، در روز سه‌شنبه ۲۳ تیر ۱۳۹۴ توافق برنامه جامع اقدام مشترک در وین اتریش بین ایران، اتحادیه اروپا و گروه ۱+۵ (پنج عضو ثابت شورای امنیت ملل متحد شامل چین، فرانسه، روسیه، پادشاهی متحد بریتانیا، ایالات متحده و آلمان) منعقد شد.

## ماجرای اشاره ترامپ به مذاکرات مستقیم با ایران
در تاریخ ۱۹ فروردین ۱۴۰۴ دونالد ترامپ رئیس جمهور آمریکا در دیدار خود با بنیامین نتانیاهو از مذاکرات مستقیم و بی واسطه با ایران در عمان خبر داد که ساعتی بعد وزارت امور خارجه ایران و عباس عراقچی آن را تأیید کردند اما به‌صورت غیر مستقیم.

## افشای وجود تأسیسات اتمی ایران
در اوت ۲۰۰۲، گروهی از مخالفان خارج از کشور حکومت معروف به شورای ملی مقاومت ایران اقدام به انتشار گزارشی نمود که در آن از وجود تأسیسات هسته‌ای نطنز و آب سنگین اراک اطلاعاتی منتشر شده بود. با آنکه نخستین بار این گروه خبر فعالیت پنهانی مراکز هسته‌ای ایران را به جهان مخابره کرد، نیویورک تایمز می‌نویسد که تلاش‌های سرویس‌های اطلاعاتی آمریکا، انگلیس و اسراییل منجر به کشف این مرکز در سال ۲۰۰۲ شد که بعدها این خبر به گروه ناراضی ایرانی درز کرد.

## تعلیق برنامه‌های اتمی
در زمان دولت هشتم ایران، این دولت حاضر به پذیرش چند توافق‌نامه شد که به تدریج فعالیت‌های مرتبط با غنی‌سازی اورانیوم در ایران را به حالت تعلیق درآورد.

### بیانیه سعدآباد

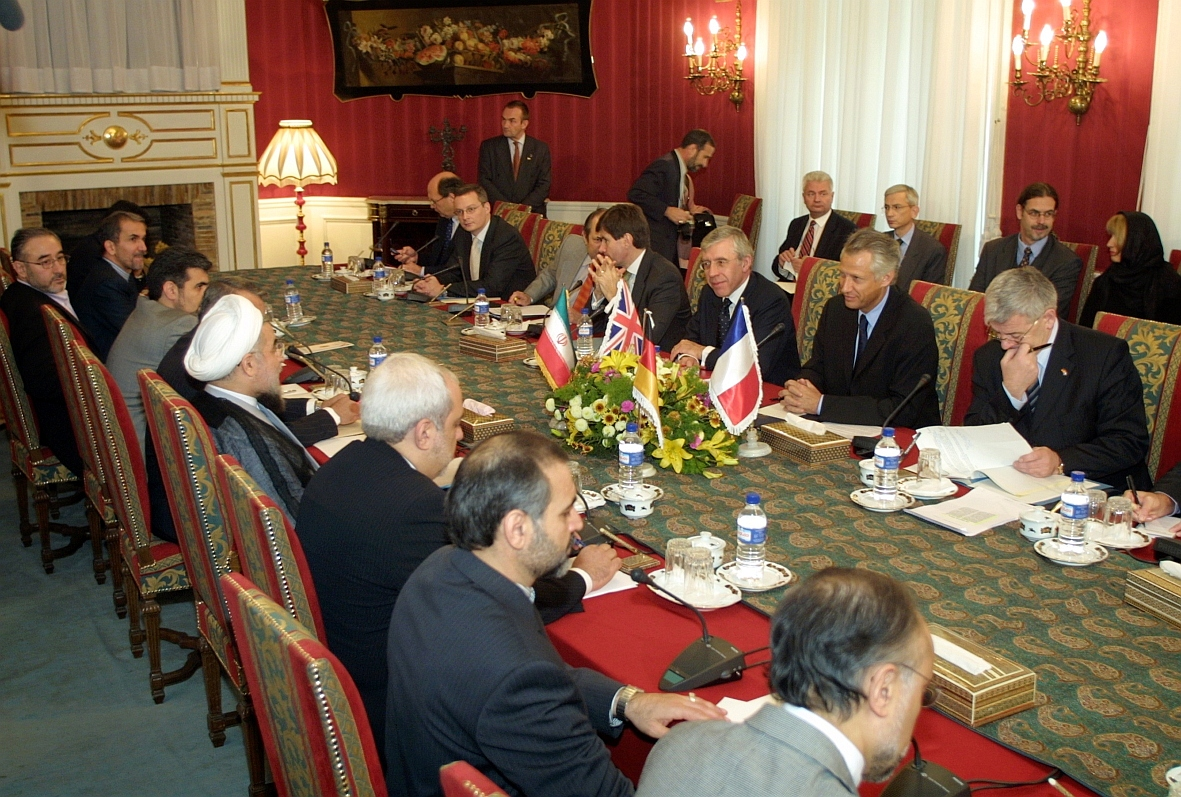
اولین مذاکره هسته‌ای با سه کشور اروپایی، تهران (سعدآباد)، ۲۹ مهر ۱۳۸۲

در ۲۹ مهر ۱۳۸۲ برابر با ۲۱ اکتبر ۲۰۰۳، در نشست مشترک وزرای خارجه سه کشور اروپایی و هیئت ایرانی که در تهران، سعدآباد، برگزار شد، بیانیه‌ای اعلام گردید که به موجب آن، ایران برای بازدید بازرسان آژانس انرژی اتمی از تأسیسات اتمی خود اعلام همکاری کرد و تزریق گاز در سانتریفیوژهای نطنز را در راستای راستی‌آزمایی و اثبات صلح‌آمیز بودن فعالیت هسته‌ای ایران، به صورت داوطلبانه و برای مدت محدود تعلیق کرد. انگلیس و فرانسه نیز متعهد شدند تا از ارجاع پرونده ایران به شورای امنیت سازمان ملل جلوگیری کنند.
در این مذاکرات ریاست هیئت ایرانی را حسن روحانی و کمال خرازی بر عهده داشتند. ریاست هیئت اروپایی را هم دومینیک دو ویلپن، جک استراو و یوشکا فیشر وزیران خارجه سه کشور فرانسه، بریتانیا و آلمان بر عهده داشتند.
جان بولتون در به هم خوردن این توافق، نقش اساسی داشت.

### توافق‌نامه بروکسل
این توافق‌نامه در ۴ اسفند ماه ۱۳۸۲ برابر با ۲۳ فوریه ۲۰۰۴ به امضا رسید و ایران متعهد شد ساخت و آزمایش سانتریفیوژهای مورد نیاز برای غنی‌سازی را متوقف کند و اقدام به ساخت قطعات یدکی سانتریفیوژهای موجود در آن زمان را نیز تعلیق کند.
در این مذاکرات ریاست هیئت ایرانی بر عهده حسن روحانی و ریاست هیئت اروپایی بر عهده خاویر سولانا بود.

### توافق‌نامه پاریس
این توافق‌نامه در ۱۴ نوامبر ۲۰۰۴ برابر با ۲۴ آبان ۱۳۸۳ در پاریس بین ایران و سه کشور فرانسه، انگلیس و آلمان به امضاء رسید و به موجب آن ایران به عنوان اقدامی داوطلبانه در جهت اعتمادسازی -و نه به عنوان یک تعهد قانونی - پذیرفت که کلیه فعالیت‌های مربوط به غنی‌سازی و بازفرآوری مانند ساخت، تولید، نصب، آزمایش، سرهم‌بندی و راه‌اندازی سانتریفیوژهای گازی، و فعالیت‌های مربوط به جداسازی پلوتونیم را متوقف کند و در عوض اتحادیه اروپا سعی در پذیرش ایران در سازمان تجارت جهانی نماید.
نماینده مذاکره‌کننده ایران سیروس ناصری به همراه سفیران وقت ایران در پاریس، لندن و برلین بودند.

## از سرگیری غنی‌سازی
پس از توافق‌نامه پاریس و در آخرین ماه دولت هشتم، محمد خاتمی اعلام کرد غنی‌سازی اورانیوم را از سر می‌گیریم وی تأکید کرد: توقف فعالیت‌های هسته‌ای اصفهان برای ما خسارات مالی و معنوی فراوانی به دنبال داشته‌است و باعث گردیده دانشمندان هسته‌ای ما فعالیت خود را متوقف کنند محمد خاتمی در مورد قطعنامه پیشنهادی سه کشور اروپایی گفت که اگر قطعنامه‌ای بخواهد ایران را از حق دستیابی به فناوری هسته‌ای محروم کند، معتبر نیست و ضمانت اجرایی ندارد و ایران مجبور به پذیرش آن نیست. و با فک پلمب، فعالیت‌های UCF اصفهان تحت نظارت آژانس ادامه خواهد یافت. در ژانویه ۲۰۰۶ نیز مقامات ایران در حضور بازرسان آژانس بین‌المللی انرژی هسته‌ای، تأسیسات هسته‌ای نطنز را فک پلمب کردند، اما شورای امنیت بلافاصله در مارس ۲۰۰۶ به ایران یک ماه فرصت داد تا فعالیت‌های هسته‌ای خود را متوقف کند.
در آوریل ۲۰۰۶ دانشمندان ایرانی موفق به تولید چرخه کامل سوخت هسته‌ای در مقیاس آزمایشگاهی شدند و ایران به کشورهای عضو باشگاه اتمی پیوست. شورای امنیت در ژوئیه ۲۰۰۶ قطعنامه ۱۶۹۶ را تصویب کرد که خواستار تعلیق غنی‌سازی اورانیوم در ایران بود. شورای امنیت در دسامبر همان سال قطعنامه ۱۷۳۷ را تصویب کرد که بیشتر فعالیت‌های تجاری، مالی، صنایع موشکی و هسته‌ای ایران را براساس بند ۴۱ فصل هفتم منشور ملل متحد، هدف قرار داده بود. این قطعنامه نخستین سند بین‌المللی حقوقی بود که فعالیت‌های هسته‌ای ایران را به‌عنوان تهدیدی علیه صلح و ثبات منطقه‌ای معرفی می‌کرد. تهران با تأکید بر بند ۴ معاهده ان‌پی‌تی این اتهامات را غیر مستند می‌خواند و خواستار رفتار غیر تبعیض‌آمیز با فعالیت‌های اتمی این کشور بود.
گروه ۱+۵ در راستای ادامه فشار بر توقف برنامه اتمی ایران، قطعنامه‌های ۱۷۴۷ (در مارس ۲۰۰۷)، ۱۸۰۳ (در مارس ۲۰۰۸)، ۱۸۳۵ (در سپتامبر ۲۰۰۸) و ۱۹۲۹ (در ژوئن ۲۰۱۰) را نیز تصویب کردند؛ بر اساس این قطعنامه‌ها محدودیت‌های مالی بر شرکت‌ها و افراد وابسته به سپاه پاسداران و سازمان انرژی اتمی افزایش یافت.
در این دوران چندین دور مذاکرات میان ایران و گروه ۵+۱ در شهرهای ژنو، بغداد، استانبول، مسکو و آلماتی انجام گرفت. ریاست هیئت ایرانی را در این مذاکرات سعید جلیلی دبیر شورای عالی امنیت ملی بر عهده داشت.
پس از مراسم تحلیف حسن روحانی، سرگئی لاوروف وزیر خارجه روسیه اعلام کرد گروه ۱+۵، پیشنهاد تازه‌ای را برای از سرگیری گفتگوهای هسته‌ای به ایران خواهد داد.

## دوره ریاست‌جمهوری حسن روحانی

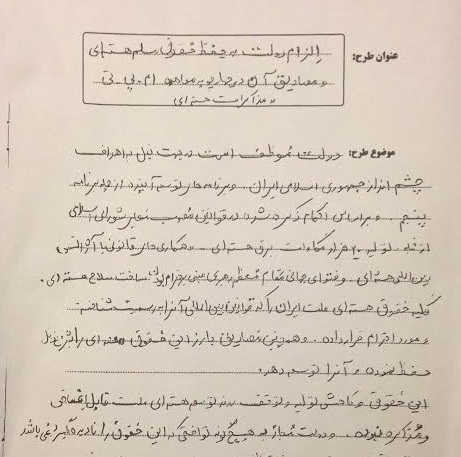
طرح سه فوریتی به خط جواد کریمی قدوسی و امضای ۱۱۰ نماینده مجلس نهم شورای اسلامی.

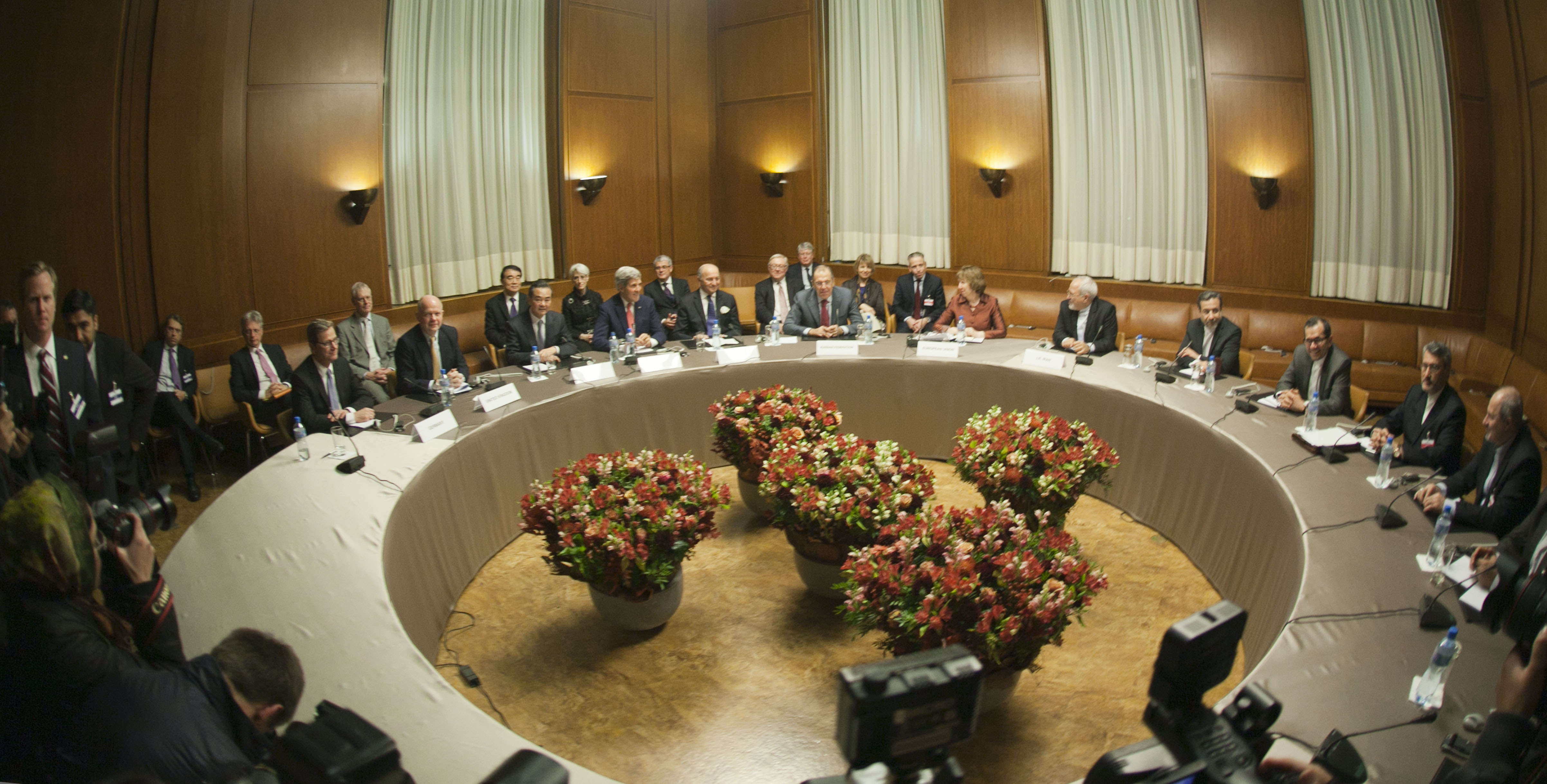
مذاکرات ژنو، ظریف، کاترین اشتون و وزرای خارجه گروه پنج به علاوه یک

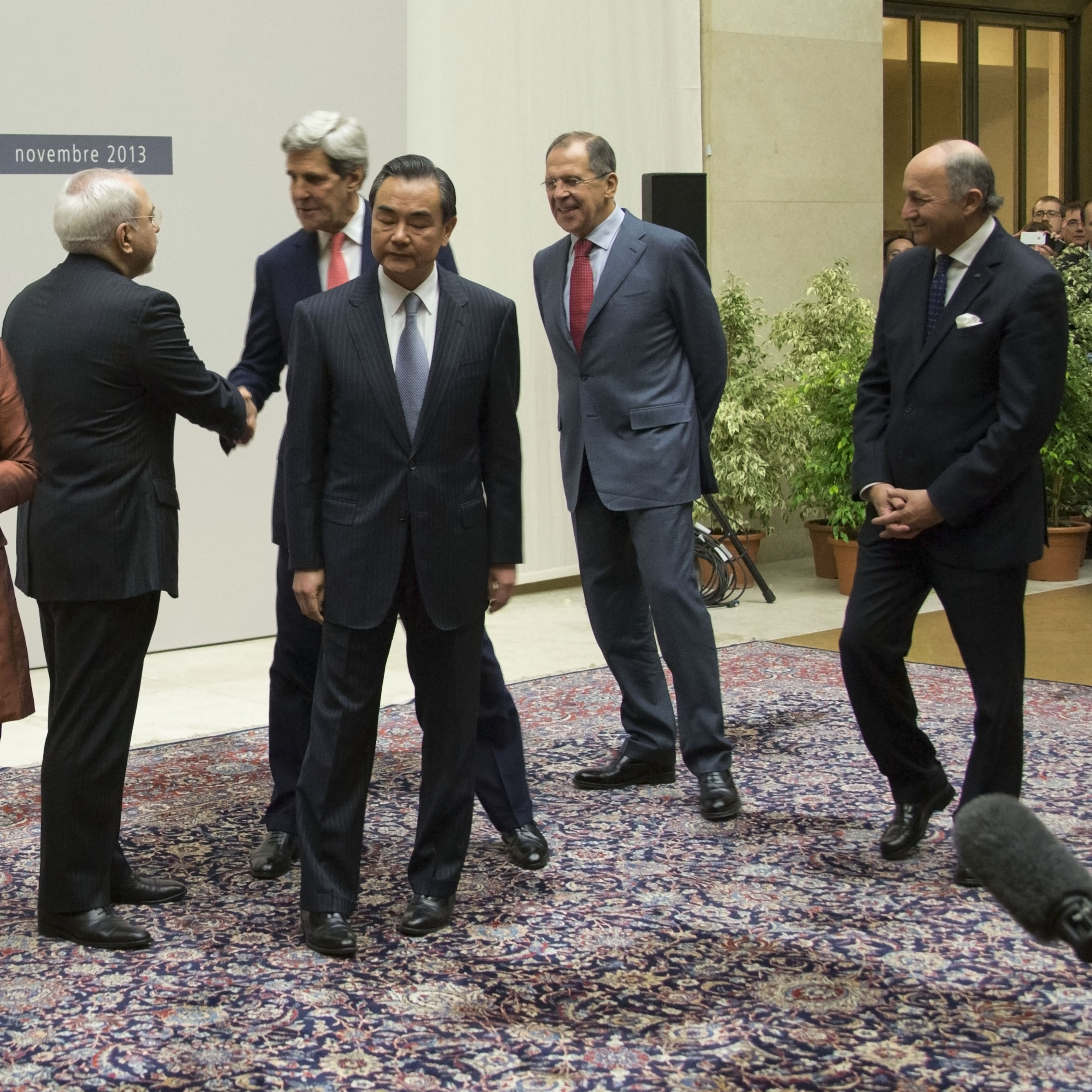
مصافحه پس از رسیدن به توافق.

شروع دوره ریاست جمهوری حسن روحانی مصادف با دهمین سال مذاکرات هسته‌ای ایران با کشورهای غربی به حساب می‌آید. ورود حسن روحانی در نقش رئیس‌جمهور ایران در شرایطی صورت می‌گیرد که در طول این سال‌ها دستاورد قابل ملاحظه‌ای در مذاکرات هسته‌ای حاصل نیامد و تنها تغییر، تبدیل طرف مذاکره‌کننده با ایران از نمایندگان ۳ کشور آلمان، فرانسه و انگلیس؛ به نمایندگان ۵ عضو دائم شورای امنیت به‌علاوه آلمان بوده‌است. کارشناسان تحقق وعده‌های اقتصادی حسن روحانی را در گرو لغو تحریم‌های بین‌المللی علیه ایران می‌دانند که آن نیز به شرط به ثمر نشستن مذاکرات هسته‌ای ایران محقق خواهد شد.

### مذاکرات نیویورک
این دور از مذاکرات که اولین مذاکره هسته‌ای ایران با قدرت‌های جهانی پس از به قدرت رسیدن حسن روحانی بود در خلال سفر هیئت ایرانی برای شرکت در کنفرانس سالانه مجمع عمومی سازمان ملل در ۳۱ شهریور ۱۳۹۲ انجام شد هرچند این دور از مذاکرات بسیار کوتاه(۳۰ دقیقه) و تنها برای معرفی هیئت تازه ایرانی بود اما به دلیل برگزاری در سطح وزیران خارجه و جلسه خصوصی بین جان کری و محمدجواد ظریف وزیران خارجه ایالات متحده و ایران که پس از این دور از مذاکرات انجام شد بسیار خبرساز شد.
همهٔ شرکت‌کننده‌ها پس از این مذاکرات ابراز امیدواری کردند تا موضوع هسته‌ای ایران سریعتر حل شودچیزی که به نظر می‌آید  موجب ناخرسندی رهبری و باعث خشنودی رئیس مجمع تشخیص مصلحت نظام گردید اقدام حسن روحانی جهت تغییر مسیر مذاکرات ازشورای عالی امنیت ملی به وزارت امورخارجه بود و پرونده  مذاکرات ازدست استراتژیست ها و مشاوران امنیت ملی نزدیک به ایت الله خامنه ای خارج و دیپلمات های تکنوکرات نزدیک به هاشمی رفسنجانی ان را دردست گرفتند.

### مذاکرات ژنو ۴
این مذاکرات در ۲۳ و ۲۴ مهر ۱۳۹۲ در شهر ژنو سوئیس برگزار شد و محمدجواد ظریف سرپرست تیم مذاکره ایران را بر عهده داشت.ظاهرا با انتقال پرونده مذاکرات از شورای  عالی امنیت ملی  به وزارت 
امور خارجه به استثنای سید عباس عراقچی؛ مشاوران امنیت ملی چون   مریم کارگر نجفی ؛ علی باقری ؛  عبدالله سعیدی ؛محمد احمدیان ؛  مصطفی دولتیار و حسین امیرعبداللهیان  همگی از چهره های نزدیک و همسو با رهبری و سپاه قدس کنار رفته و گویا تکنوکرات های نظیر سید حسین موسویان؛ حسام‌الدین آشنا؛ محمد سعیدی؛ علیرضا اکبری؛ حسین فریدون  از عناصر نزدیک و همسو با هاشمی رفسنجانی ومرکز تحقیقات استراتژیک را جایگزین نمودند.

### مذاکرات ژنو ۵
این مذاکرات که قرار بود در روزهای ۱۶ و ۱۷ آبان در سطح معاونین وزیران خارجه گروه ۱+۵ در ژنو سوئیس برگزار شود به دلیل زمان بیشتر برای توافق احتمالی به روز سوم یعنی ۱۸ آبان نیز کشیده شد. این دور از مذاکرات را می‌توان نقطه عطفی در مذاکرات ایران با قدرت‌های جهان طی ده سال اخیر دانست اول به این دلیل که این مذاکرات در سطح کم سابقه وزیران خارجه انجام شد و دوم اینکه احتمال یک توافق اولیه احتمالی در این دور از مذاکرات حداقل در دو روز اول بسیار محتمل بود.
حساسیت در این دوره زمانی بالا رفت که جان کری وزیر خارجه ایالات متحده به دعوت کاترین اشتون مسئول سیاست خارجی اتحادیه اروپا برای دست یابی به یک توافق به ژنو آمد و سفر خود به خاورمیانه را نیمه تمام گذاشت. پس از او وزیران خارجه کشورهای آلمان، فرانسه و بریتانیا نیز به این مذاکرات پیوستند. در شب اول حضور جان کری در ژنو مذاکرات سه جانبه‌ای بین محمد جواد ظریف و جان کری و کاترین اشتون برگزار شد که ۵ ساعت به طول انجامید. این مذاکره اولین جلسه پس از انقلاب ایران بود که بین وزیران خارجه دو کشور ایالات متحده و ایران برگزار شد. همه چیز تا این موقع بسیار امیدوارکننده پیش می‌رفت و همه چیز برای یه توافق اولیه فراهم بود تا اینکه در صبح روز ۱۷ آبان وزیر خارجه فرانسه بین خبرنگارها آمد و اظهار داشت که اختلافات جدی هنوز پابرجاست و ایران باید امنیت اسراییل را نیز در توافق‌نامه پیشنهادی اش لحاظ کند. این اظهارات سبب شد تا مذاکرات بیش از ۲ روز به طول بینجامد و همچنین سرگئی لاوروف وزیر خارجه فدراسیون روسیه و قائم مقام وزارت خارجه چین هم برای کاستن از اختلافات به ژنو آمدند اما حضور آنان نتوانست اختلافات و انتظارات فرانسه را برطرف کند و پس از سه روز مذاکره فشرده بدون هیچ نتیجه ملموسی پایان یافت و مذاکرات به ۱۰ روز بعد موکول شد. در پایان مذاکرات کنفرانس مطبوعاتی با حضور وزیر خارجه ایران و مسوول هماهنگی سیاست خارجی اتحادیه اروپا برگزار شد که هردو در این کنفرانس مذاکرات را سازنده و مفید خواندند.
اما به نتیجه نرسیدن این مذاکرات منجر به ایجاد تنش در آخرین جلسهٔ این دور از گفتگوها بود. به گونه‌ای که سید عباس عراقچی در یکی از شبکه‌های تلویزیونی اعلام کرد که جلسهٔ آخر، صحبت‌های تندی مطرح شد. وی همچنین گفت که محمد جواد ظریف در این جلسه، در حضور وزرای خارجهٔ کشورهای ۵+۱ چند بار فریاد زده‌است.
در ضمن انجام این مذاکرات بنیامین نتانیاهو نخست‌وزیر اسراییل با عصبانیت بین خبرنگاران آمد و توافق احتمالی ایران با گروه ۱+۵ را معامله قرن برای ایران و اشتباه بزرگ برای غرب خواند و گفت در صورت توافق در مذاکرات این کشور هیچ تعهدی به توافق‌نامه نخواهد داشت و برای امنیت کشورش هر کاری می‌کند. اندکی بعد جی کارنی سخنگوی کاخ سفید اعلام کرد که این اظهارات عجولانه بوده و هنوز توافقی با ایران نشده. به باور بسیاری سنگ اندازی فرانسه در این مذاکرات نتیجه فشار لابی‌های اسراییلی و عربستانی بر فرانسه بود تا مذاکرات بدون نتیجه خاتمه یابد.

### مذاکرات ژنو ۶
این نشست پیرو مذاکرات پیشین از تاریخ ۲۹ آبان تا ۳ آذر ۱۳۹۲ در هتل اینترکنتیننتال ژنو برگزار گردید. در نهایت ایران با ۵ کشور دیگر گروه ۵+۱ به توافق نهایی رسیدند. باراک اوباما رئیس‌جمهور آمریکا این توافق تاریخی را آغازی مهم خواند.
پس از مذاکرات و توافق طرفین، سیدعلی خامنه‌ای رهبر ایران و حسن روحانی رئیس‌جمهور از تیم مذاکره‌کننده قدردانی کردند.

### مذاکرات لوزان
دور دیگر مذاکرات ایران و گروه ۵+۱ از ظهر روز یکشنبه ۲۹ مارس ۲۰۱۵، در لوزان سوئیس با حضور علی‌اکبر صالحی، رئیس سازمان انرژی اتمی ایران، به همراه ارنست مونیز، وزیر انرژی آمریکا، و هیئت‌های کارشناسی دو طرف آغاز شد.
در ابتدا در روز یکشنبه ۱۵ مارس ۲۰۱۵، جان کری، وزیر امور خارجهٔ ایالات متحده در مصاحبه‌ای اظهار داشت که بیشتر اختلافات با ایران مسائل «سیاسی» هستند و از روند مذاکرات ابراز خوشبینی کرد و توافق با ایران را «امکان‌پذیر» دانست. در همان روز یکشنبه، ۱۵ مارس، میچ مک کانل، رهبر اکثریت جمهوری‌خواه در سنای آمریکا، در مصاحبه‌ای اظهار داشت که باراک اوباما، رئیس‌جمهور ایالات متحده، در آستانهٔ «توافقی بسیار بد» با ایران است و این امکان را محتمل دانست که ایران بتواند زیرساخت‌های اتمی خود را حفظ کند.
در جریان روند این مذاکرات ابتدایی، دولت فرانسه خواهان دریافت «تضمین‌های قابل کنترل» شد تا دسترسی جمهوری اسلامی ایران به سلاح اتمی را ناممکن سازد. خبرگزاری رویترز گزارش داد که وزیر امور خارجه فرانسه روز ۲۱ مارس در یک گفتگوی اینترنتی اظهار داشته‌است که «فرانسه توافقی می‌خواهد که دسترسی ایران را به انرژی هسته‌ای ممکن سازد، اما نه این که این کشور بتواند سلاح اتمی تهیه کند.»
به گفته سران آمریکا و فرانسه، هدف جامعه جهانی امضای توافقی است که ایران «به صورت کامل و قابل کنترل» به خواسته‌های کشورهای بزرگ، متشکل از پنج عضو دائمی شورای امنیت به اضافه آلمان، تن دهد.
در این دور از مذاکرات، قرار بر این بود که تا پایان ماه مارس، توافقی جامع با ایران بر سر برنامهٔ اتمی، و تا پایان ماه ژوئن، توافقی بر سر جزئیات موافقت‌نامه حاصل شود. طرفین برای رسیدن به توافقی می‌کوشند که در آن حق دستیابی ایران به فناوری هسته‌ای صلح‌آمیز مورد تأیید قرار گیرد و در عین حال ایران امکان دستیابی به سلاح هسته‌ای را نداشته باشد. غرب در مقابل، می‌پذیرد که تحریم‌های اعمال شده علیه ایران را را لغو کند. مراحل لغو تحریم‌ها تدریجی است و امکان دارد تا بیش از ۱۵ سال به طول بینجامد.
همچنین قرار بر این بود که در صورتی‌که دو طرف به پیشرفت‌های خوبی در مذاکرات برسند، این مذاکرات در روزهای متعاقب ۲۲ هم ادامه یابد. در روز ۱۹ سپتامبر خبرگزاری فارس نوشت که «یک مقام سیاسی در وین (اتریش) به روزنامه «الحیات» گفت که ایران و مجموعه ۱+۵ دربارهٔ اغلب مسائل مطرح به توافق رسیده‌اند.»
منبع روزنامهٔ الحیات همچنین اظهار داشته‌است که «دو طرف پس از آنکه تهران با از بین بردن ذخیره اورانیوم با غنای بالا و بسنده کردن به غنی‌سازی ۵ درصد موافقت کرد، دربارهٔ حل و فصل مسئله تأسیسات فردو و باز طراحی تأسیسات اراک توافق کردند.» و همین‌طور «این مسائل در مقابل آزادسازی بخشی از اموال بلوکه شده ایران به میزان ۱۰۰ میلیارد دلار و اجازه دادن به تهران برای صادرات نفت و استفاده از نظام بانکی جهانی است. همه این توافق‌ها طی مدتی بین ۱۰ تا ۱۵ سال اجرایی خواهد شد».

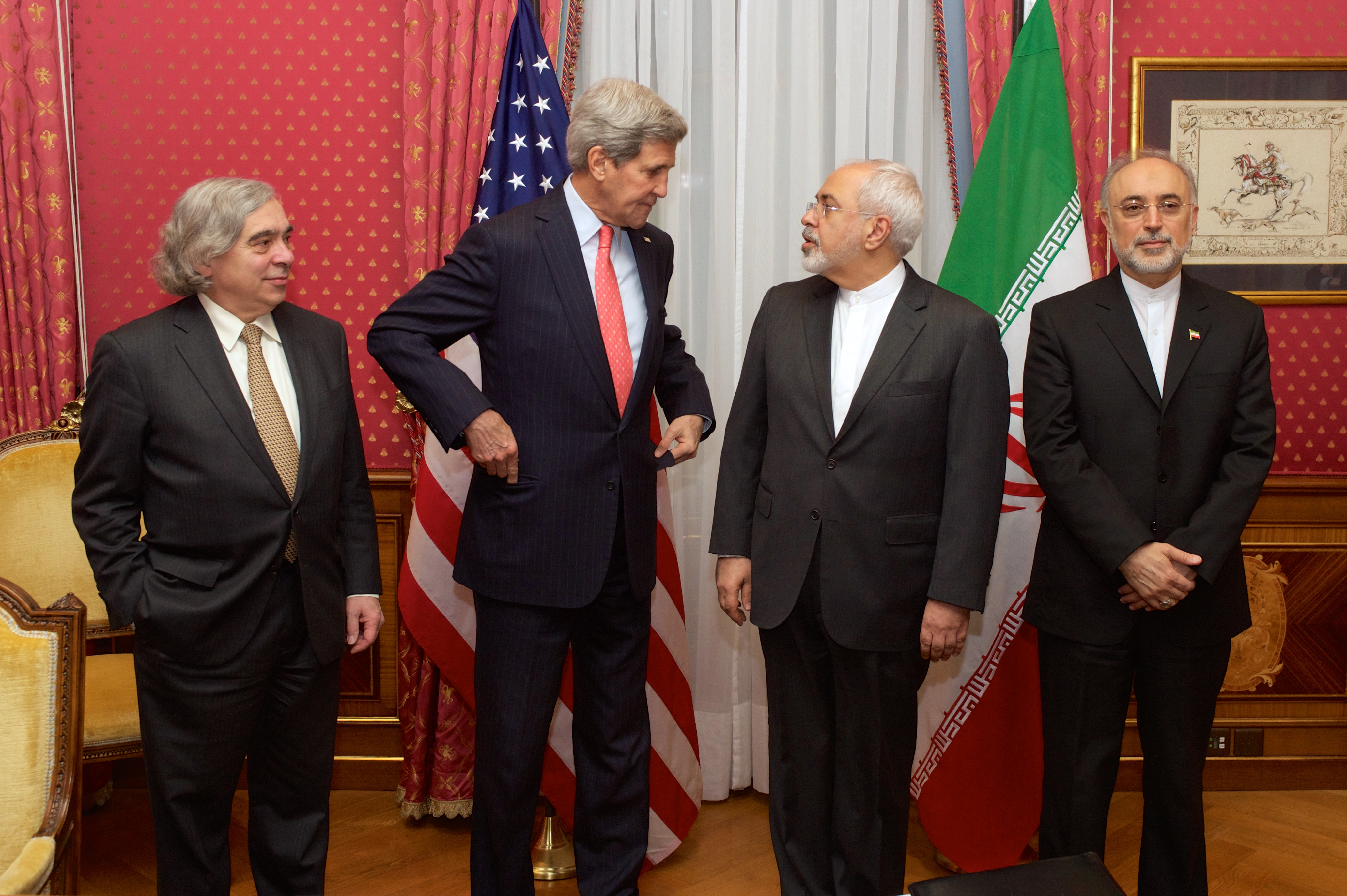
از راست: علی اکبر صالحی، جواد ظریف، جان کری و ارنست مونیز در مذاکرات لوزان

در روز دوشنبه ۲۳ مارس، یوکیا آمانو، مدیر کل آژانس بین‌المللی انرژی اتمی، اظهار داشت که «آژانس هنوز نتوانسته به این جمع‌بندی برسد که همه مواد هسته‌ای استفاده شده در ایران برای اهداف صلح‌آمیز بوده‌است.» در همان روز، مارتین شفر، سخنگوی وزارت خارجه آلمان، مذاکرات با ایران را «دلگرم‌کننده» خواند و آن را قابل دستیابی خواند.
در همان روز ۲۳ مارس، عباس عراقچی، معاون وزیر امور خارجه ایران، در گفتگویی با شبکه اول جمهوری اسلامی ایران اظهار داشت که «جمهوری اسلامی گفته ایران آماده است تا اعتمادسازی بیشتری در برنامه اتمی‌اش انجام دهد. در مقابل اما خواستار برداشتن تحریم‌ها شده‌است.». او در این مصاحبه بر متوازن بودن توافق، نادرست بودن تحریم‌ها، اعتمادسازی ایران، و صلح‌آمیز بودن برنامهٔ هسته‌ای این کشور تأکید کرد.
اسرائیل هیئتی به فرانسه فرستاد تا مانع از دستیابی به یک «توافق بد» با ایران شود. یووال اشتاینیتس اظهار داشت که باید جلوی توافقی که ممکن است «راه دررو» داشته باشد گرفته شود. یووال اشتاینیتس و یوسی کوهن از اعضای این هیئت بودند. وزیر امور خارجه اسرائیل ضمن تأکید بر روی در معرض خطر بودن موجودیت کشورش، اظهار داشت که «هر طوری‌که شده جلوی مسلح شدن ایران به سلاح اتمی را بگیرد». در جریان این مذاکرات، به دلیل تلاش‌های اسرائیل علیه رسیدن به توافق با جمهوری اسلامی، شکاف میان آمریکا و اسرائیل «بیشتر شد».
خبرگزاری دویچه‌وله آلمان در روز ۲۴ مارس از قول وال استریت ژورنال نوشت که «اسرائیل با هدف جلوگیری از حصول توافق هسته‌ای، مذاکرات میان ایران و ۵+۱ را شنود کرده‌است». یکی از مقام‌های ارشد ایالات متحدهٔ آمریکا پس از آگاهی از این جاسوسی، به وال استریت ژورنال گفت که به تیم مذاکره‌کنندهٔ این کشور هشدار داده‌اند که «ممکن است اسرائیل قصد نفوذ در مکالمات آن‌ها را داشته باشد.» در روز ۲۴ مارس، مقامی ارشد از دفتر نتانیاهو، نخست‌وزیر اسرائیل، گزارش وال استریت ژورنال را تکذیب کرد و آن را نادرست خواند.

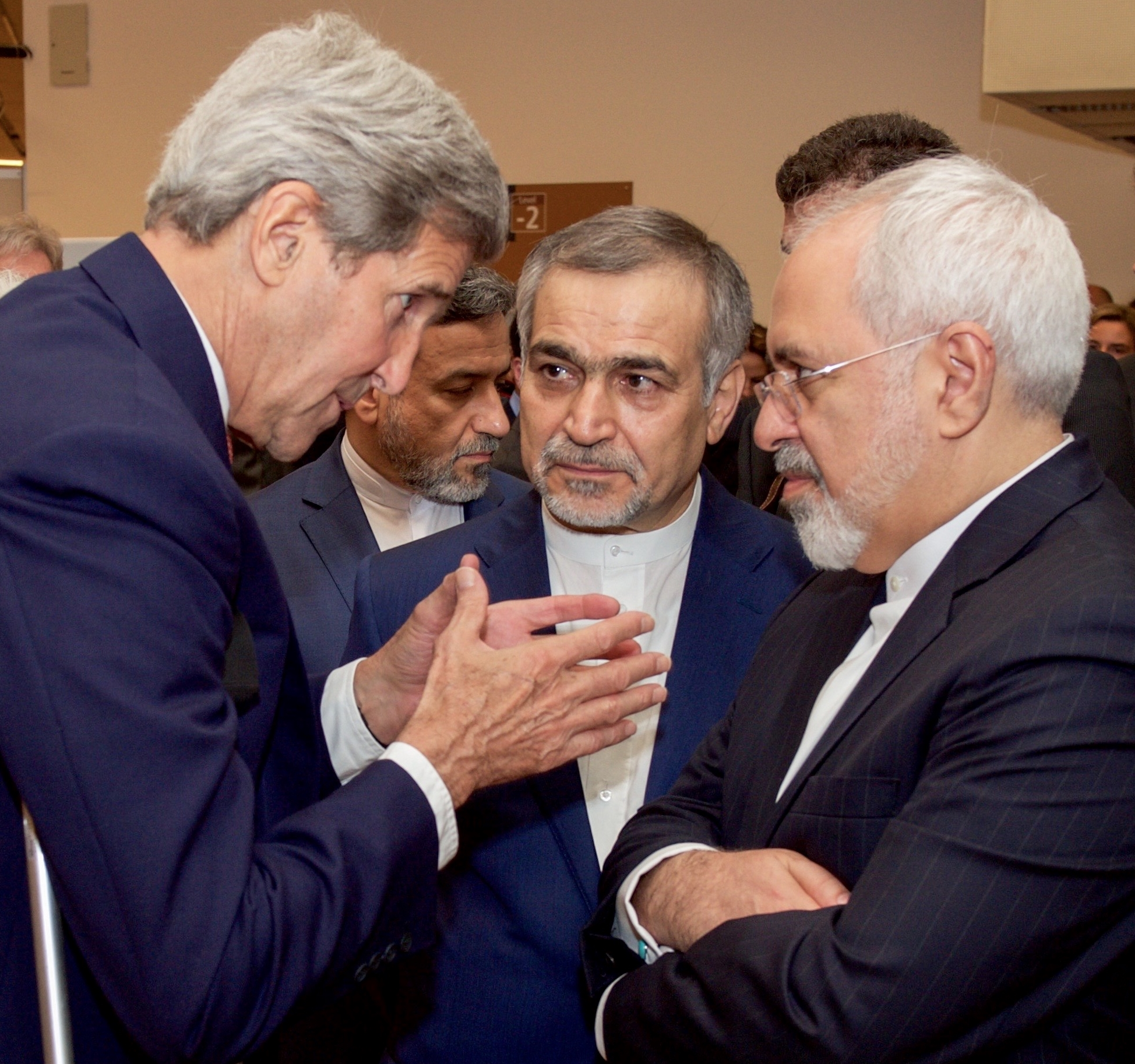
وزیر امور خارجه آمریکا، جان کری در حال صحبت با برادر و مشاور حسن روحانی، حسین فریدون و وزیر امور خارجه ایران، جواد ظریف پیش از کنفرانس خبری وین

دویچه‌وله از قول خبرگزاری مهر می‌نویسد که ایالات متحده پیشنهاد تازه‌ای در مذاکرات به ایران داده‌است که بر طبق آن «آمریکا در نظر دارد به ایران اجازه دهد تا هزاران سانتریفوژ خود را به صورت فعال حفظ کند و در عوض تهران نیز با محدود کردن تحقیقات در دیگر سایت‌های هسته‌ای موافقت کند. براساس این پیشنهاد، سانتریفوژهای فعال در فوردو به‌جای تولید اورانیوم برای تولید ایزوتوپ‌های پزشکی، دارویی، علمی و صنعتی فعالیت خواهند داشت. در عوض ایران در مورد سانتریفوژهای نطنز نرمش بیشتری نشان داده و با بازرسی‌ها و برخی محدودیت‌های بیشتر موافقت می‌کند.»
خبرگزاری دویچه‌وله در روز ۲۸ مارس از قول «فرانک والتر اشتاین‌مایر» نوشت که «[در مذاکرات هسته‌ای با ایران] به آخر خط رسیده‌ایم.» و اظهار داشت «آخرین گام‌ها بسیار دشوار و به همین جهت تعیین‌کننده». عباس عراقچی نیز بدون اشاره به محتوای مذاکرات اظهار داشت که «مذاکرات سختی در جریان است، نفس‌گیر است و گاهی پرتنش می‌شود… ولی ما امیدوار هستیم»
در چهارمین روز از این دور از مذاکرات، محمد جواد ظریف وزیر امور خارجهٔ جمهوری اسلامی ایران، به‌طور مستقل با همتایان چینی، فرانسوی، آلمانی و آمریکایی خود دیدار و مذاکره کرد. خبرگزاری فرانسه نیز گزارش داد که وزیران امور خارجهٔ ایران و کشورهای ۵+۱ به همراه فدریکو موگرینی، هماهنگ‌کننده سیاست خارجی اتحادیه اروپا، برای برگزاری  یک نشست مشترک آماده شده‌اند که نخستین نشست در چند ماه اخیر است و تحلیل‌گران «آن را نشانه نزدیک شدن دو طرف به امضای یک تفاهم‌نامه سیاسی یا انتشار یک بیانیه مشترک ارزیابی می‌کنند».
در روز یکشنبه ۲۹ مارس، در حالی که اینطور گمان می‌رود که طرفین به دستیابی به توافق نزدیک شده‌اند، بنیامین نتانیاهو، نخست‌وزیر اسرائیل اظهار داشت که «توافق احتمالی با ایران بدتر از آن است که فکر می‌کردیم» و در این باره اظهار داشت که «توافق خطرناکی که در لوزان [سوئیس] در مورد آن مذاکره می‌شود، نگرانی‌های ما را تأیید می‌کند و حتی بدتر از آن است». از جمله منتقدان سرسخت مذاکرات هسته‌ای ایران و کشورهای ۵+۱، دولت اسرائیل است.
در روز یکشنبه خبرگزاری آسوشیتدپرس از قول «مقام‌های غربی» نوشت که «ایران ممکن است محدودیت‌های بیشتری را علیه برنامهٔ هسته‌ای خود بپذیرد، هرچند تلاش می‌کند مدت‌زمان اعمال محدودیت‌ها را تغییر دهد. به ادعای این «مقامات»، نمایندگان ایران در هفته‌های اخیر از موضع پیشین خود عقب نشسته و اعلام آمادگی کرده‌اند کاهش شمار سانتریفوژهای فعال به ۶ هزار دستگاه یا حتی کمتر را بپذیرند». همچنین آسوشیتدپرس نوشته‌است که ایران پذیرفته‌است که کلیه ذخایر غنی‌شده را به روسیه منتقل کند.
ظریف در روز یکشنبه ۲۹ مارس، در حالی که سه روز به پایان مهلت مذاکرات باقی‌مانده بود، اظهار داشت که «می‌توانیم نوشتن توافق نهایی را آغاز کنیم». خبرگزاری فرانسه از قول ظریف نوشته‌است که «ما پیشرفت کرده‌ایم و من فکر می‌کنم قادریم که تمامی مسائل را حل و فصل کرده و نوشتن توافق نهایی را آغاز کنیم.»
وزیر امور خارجهٔ روسیه، سرگئی لاوروف، شانس توافق با ایران را پنجاه پنجاه دانسته‌است. لاوروف اظهار داشته‌است که حمله هوایی عربستان به یمن که در حقیقت مقابله با نیروهایی است که از سوی ایران تقویت می‌شوند، بر فضای مذاکرات در لوزان سوئیس تأثیر گذاشته ولی در عین حال اظهار امیدواری کرده که این مسئله موقعیت شرکت‌کنندگان در این مذاکرات را تغییر ندهد.
در روز دوشنبه، ۳۰ مارس، عباس عراقچی، اظهار داشت که «به نظر نمی‌رسد مذاکرات امشب دوشنبه ۳۰ مارس به توافق نهایی برسد و باید تا فردا منتظر بود». وزیر امور خارجهٔ روسیه نیز مذاکرات را ترک کرده و اظهار داشته بود که در صورت نیاز مجدداً ملحق خواهد شد. مدیر مسئول روزنامه کیهان، حسین شریعت مداری، در گفتگویی با خبرگزاری فارس اظهار داشته‌است که توافقی که در حال شکل‌گیری است «آنچه مورد نظر جمهوری اسلامی ایران بوده و هست فاصله داشته و در آن خطوط قرمز ترسیم شده، به گونه‌ای که مورد انتظار بود رعایت نشده‌است». در همین حال یک مقام رسمی ایران که نخواسته نامش فاش شود، به رویترز گفته‌است که حتی با دستیابی به توافق نیز احتمال عادی شدن روابط ایران و آمریکا وجود ندارد. او اظهار داشت که رابطه با آمریکا همچنین برای جمهوری اسلامی یک «تابو» است و توضیح می‌دهد که «رهبر جمهوری اسلامی نمی‌خواهد از این فراتر برود و روابط با آمریکا را از سر بگیرد». او در ادامه می‌آورد که روابط سرد چند دهه‌ای با ایالات متحده با یک «معامله» حل نخواهد شد و ایالات متحده باید اعتماد ایران را جلب کند. این مقام ایرانی در ادامه آورد که «آیت‌الله خامنه‌ای و هوادارانش از میان محافظه‌کاران تندرو و سپاه پاسداران، به علت مشکلات اقتصادی که می‌تواند منجر به فروپاشی حکومت شود حاضر شدند به دولت عملگرای روحانی اجازه دهند برای دستیابی به یک توافق هسته‌ای تلاش کند.»
بنا به گفتهٔ دیپلمات‌های غربی، اختلافات باقی‌مانده بر سر مسائلی همچون «نحوه برداشته شدن تحریم‌ها، مدت زمان انجام توافق‌ها و همچنین دستیابی به مکانیزمی است که نسبت به اجرای درست مفاد توافق‌ها اطمینان حاصل شود» است.
سرانجام در پایان این دور مذاکرات در تاریخ ۲ آوریل ۲۰۱۵ دوطرف به نقطه مشترک رسیدند. مفاد تفاهم هسته‌ای لوزان که ظریف از آن با عنوان برجام یاد نمود به شرح زیر است:
تداوم برنامه هسته‌ای از جمله غنی سازی
در چارچوب راه حل‌های موجود، هیچ‌یک از تأسیسات و فعالیت‌های مرتبط هسته‌ای متوقف، تعطیل یا تعلیق نمی‌شود و فعالیت‌های هسته‌ای ایران در تمامی تأسیسات هسته‌ای از جمله نطنز، فردو، اصفهان و اراک ادامه خواهد یافت.
این راه حل‌های جامع، ادامه برنامه غنی‌سازی در داخل کشور را تضمین می‌کند و بر این اساس جمهوری اسلامی ایران قادر خواهد بود مطابق مفاد برنامه جامع اقدام مشترک تولید صنعتی سوخت هسته‌ای خود را برای تأمین سوخت نیروگاه‌های هسته‌ای ادامه دهد.
بر اساس راه حل به دست آمده، دوره زمانی برنامه جامع اقدام مشترک در خصوص برنامه غنی‌سازی ایران ده ساله خواهد بود. در طول این مدت، تعداد بیش از پنج هزار ماشین سانتریفیوژ در نطنز به تولید مواد غنی شده در سطح ۳/۶۷ درصد ادامه خواهند داد. ماشین‌های اضافه بر این تعداد و زیرساخت‌های مرتبط با آن‌ها جهت جایگزینی با ماشین‌هایی که در طول این زمان آسیب می‌بینند جمع‌آوری و تحت نظارت آژانس نگهداری خواهد شد. همچنین ایران قادر خواهد بود ذخایر موجود مواد غنی شده خود را برای تولید مجتمع سوخت هسته‌ای یا صادرات آن‌ها به بازارهای بین‌المللی در قبال خرید اورانیوم اختصاص دهد.
براساس راه حل‌های به دست آمده ایران برنامه تحقیق و توسعه خود را بر روی ماشین‌های پیشرفته ادامه خواهد داد و مراحل آغاز و تکمیل فرایند تحقیق و توسعه سانتریفیوژهای IR-4، IR-5 ،6IR- و IR-8 را در طول دوره زمانی ده ساله برنامه جامع اقدام مشترک ادامه خواهد داد.
تأسیسات فردو
بر اساس راه حل‌های به‌دست آمده تأسیسات هسته‌ای فردو به مرکز تحقیقات هسته‌ای و فیزیک پیشرفته تبدیل خواهد شد. بیش از هزار ماشین سانتریفیوژ و تمامی زیرساخت آن‌ها در فردو حفظ و نگهداری خواهند شد که از این میان دو آبشار سانتریفیوژ در چرخش خواهند بود. همچنین نیمی از تأسیسات فردو با همکاری برخی از کشورهای (۱+۵) به انجام تحقیقات پیشرفته هسته‌ای و تولید ایزوتوپ‌های پایدار که مصارف مهمی در صنعت، کشاورزی و پزشکی دارد، اختصاص پیدا می‌کند.
رآکتور تحقیقاتی آب سنگین اراک
مطابق راه حل‌های موجود؛ راکتور تحقیقاتی اراک، آب سنگین باقی خواهد ماند و با انجام باز طراحی ارتقاء یافته و روزآمد خواهد شد. در باز طراحی رآکتور ضمن کاهش میزان تولیدی پلوتونیوم، کارایی رآکتور اراک به میزان قابل توجهی افزایش پیدا خواهد کرد. باز طراحی رآکتور اراک در چارچوب یک برنامه زمان‌بندی مشخص و در قالب یک پروژه بین‌المللی مشترک تحت مدیریت ایران آغاز و پس از آن بلافاصله ساخت آن شروع و در چارچوب یک برنامه زمان‌بندی تکمیل خواهد شد. تولید سوخت رآکتور اراک و اعطای گواهی بین‌المللی سوخت رآکتور از جمله موارد این همکاری‌های بین‌المللی خواهد بود. از طرف دیگر، کارخانه تولید آب سنگین نیز مانند قبل به کار خود ادامه خواهد داد.
پروتکل الحاقی
ایران در جهت شفافیت و اعتمادسازی به صورت داوطلبانه پروتکل الحاقی را به صورت موقت اجرا نموده و در ادامه فرایند تصویب این پروتکل طبق یک جدول زمانی در چارچوب اختیارات رئیس‌جمهور و مجلس شورای اسلامی به تصویب خواهد رسید.
لغو تحریم‌ها
براساس راه حل‌های به‌دست آمده، پس از اجرایی شدن برنامه جامع اقدام مشترک، تمامی قطعنامه‌های شورای امنیت لغو خواهد شد و همه تحریم‌های اقتصادی و مالی چند جانبه اروپا و یکجانبه آمریکا از جمله تحریم‌های مالی، بانکی، بیمه، سرمایه‌گذاری و تمامی خدمات مرتبط با آن‌ها در حوزه‌های مختلف از جمله نفت، گاز، پتروشیمی و خودروسازی فوراً لغو خواهند شد. همچنین تحریم‌ها علیه اشخاص حقیقی و حقوقی، سازمان‌ها، نهادهای دولتی و خصوصی تحت تحریم‌های مرتبط هسته‌ای ایران از جمله؛ بانک مرکزی، سایر موسسات مالی و بانکی، سوئیفت، کشتیرانی و هواپیمایی جمهوری اسلامی، کشتیرانی نفت به‌طور همه‌جانبه فوراً برداشته خواهند شد. همچنین کشورهای عضو گروه (۱+۵) متعهد هستند از وضع تحریم‌های جدید در موضوع هسته‌ای خودداری نمایند.
همکاری‌های بین‌المللی
همکاری‌های بین‌المللی هسته‌ای با جمهوری اسلامی ایران از جمله با اعضای ۱+۵ در حوزه ساخت نیروگاه‌های هسته‌ای، رآکتور تحقیقاتی، گداخت هسته‌ای، ایزوتوپ‌های پایدار، ایمنی هسته‌ای، پزشکی و کشاورزی هسته‌ای و … امکان‌پذیر و ارتقاء پیدا خواهند کرد. بر اساس برنامه جامع اقدام مشترک، دسترسی ایران به بازار جهانی، عرصه‌های تجاری، مالی، دانش فنی و انرژی نیز فراهم خواهد شد.
زمان‌بندی اجرای برنامه جامع اقدام مشترک
با پایان یافتن این مرحله از مذاکرات، تدوین پیش‌نویس برنامه جامع اقدام مشترک تا بازه زمانی ۱۰ تیر در آینده نزدیک آغاز خواهد شد. با نهایی شدن متن، برنامه جامع اقدام مشترک در قالب قطعنامه‌ای در شورای امنیت سازمان ملل متحد مورد تأیید قرار خواهد گرفت. جهت لازم‌الاجرا شدن برنامه جامع اقدام مشترک برای تمامی کشورهای عضو سازمان ملل متحد، این قطعنامه همچون قطعنامه‌هایی که علیه ایران تصویب شده بودند تحت ماده ۴۱ فصل هفتم منشور ملل متحد تصویب خواهد شد تا بتواند قطعنامه‌های قبلی را لغو کند.
طرف‌های برنامه جامع اقدام مشترک پس از تصویب قطعنامه شورای امنیت، به یک دوره زمانی آماده‌سازی برای اجرای برنامه جامع اقدام مشترک نیاز خواهند داشت. پس از طی مرحله آماده‌سازی و هم‌زمان با شروع به اجرای اقدامات هسته‌ای از سوی ایران در یک روز تعیین شده لغو تمامی تحریم‌ها به‌طور خودکار به اجراء در خواهد آمد.
در چارچوب راه حل‌های به دست آمده؛ برای بازگشت‌پذیری متقابل تعهدات مندرج در برنامه جامع اقدام مشترک در صورت نقض تعهدات از سوی هر یک از طرف‌ها سازو کار لازم پیش‌بینی شده‌است.

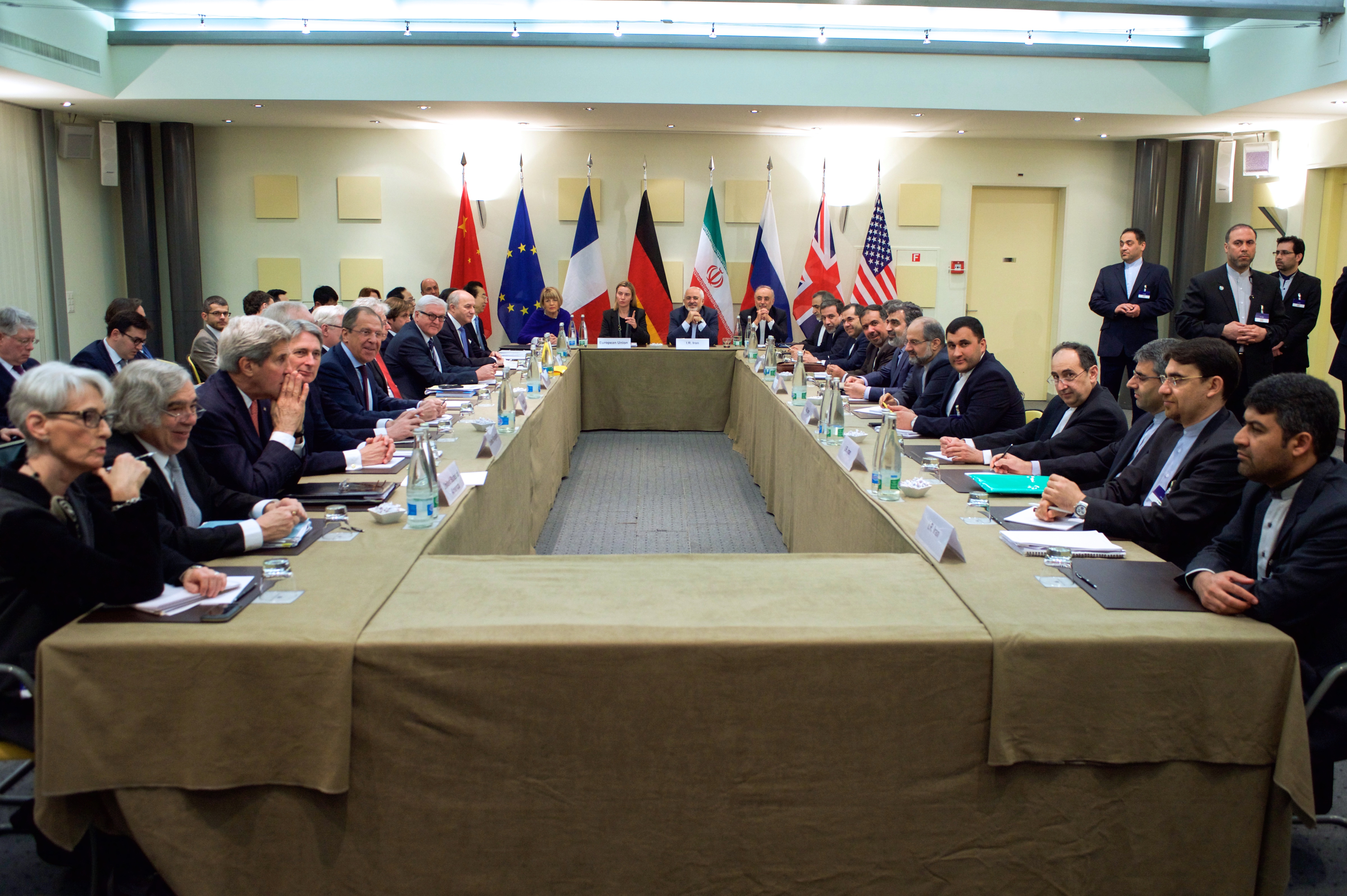
وزرای خارجه ایران و ۱+۵ در مذاکرات هسته‌ای لوزان

### مذاکرات نهایی وین

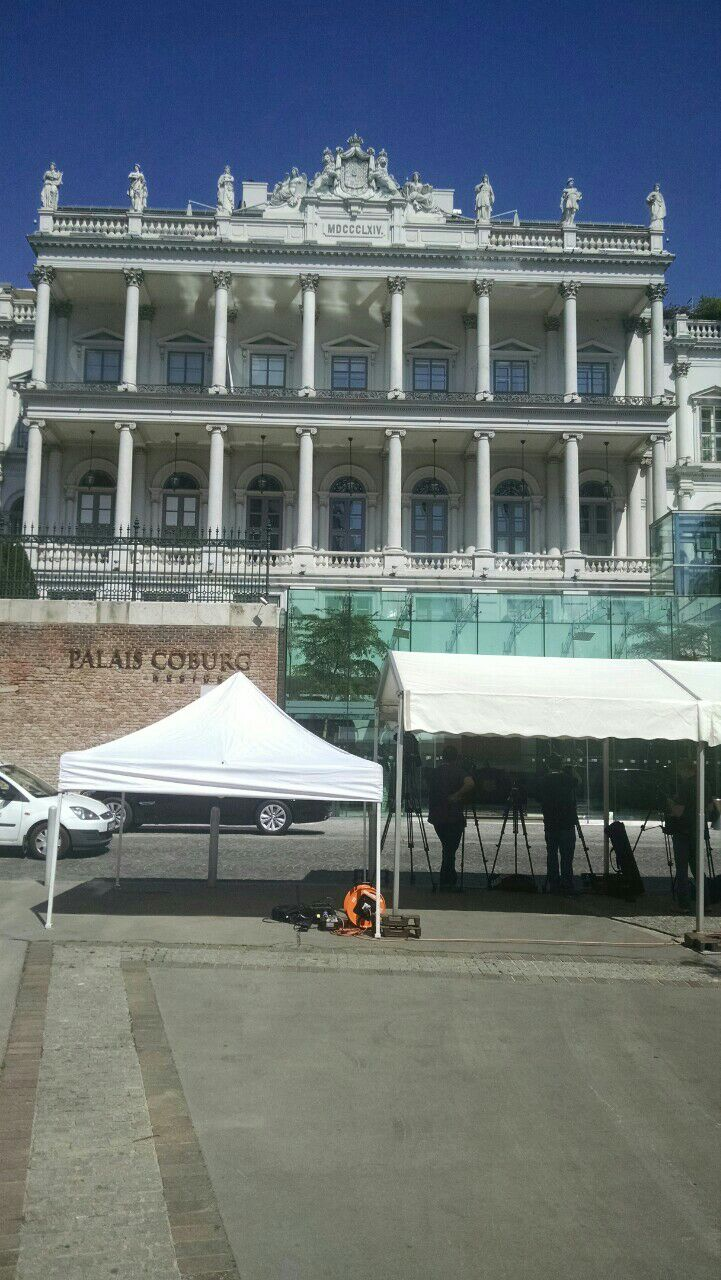
هتل کوبورگ در وین، محل مذاکرات نهایی پرونده هسته‌ای ایران.

توافق جامع و نهایی هسته‌ای وین به‌دنبال دور پایانی مذاکرات ایران و گروه ۵+۱ از ظهر روز شنبه ۲۷ ژوئن ۲۰۱۵، در هتل کوبورگ در شهر وین اتریش با حضور جان کری، وزیر امور خارجه ایالات متحده آمریکا و محمد جواد ظریف، وزیر امور خارجه ایران و هیئت‌های کارشناسی دو طرف آغاز شد. ضرب الاجل تعیین‌شده برای این مذاکرات، روز سی‌ام ژوئن تعیین شده بود که سه بار به ترتیب تا سوم، دهم و سیزدهم ژوئیه تمدید گردید.

#### توافق نهایی
سرانجام پس از بیست‌ودو ماه مذاکره محمدجواد ظریف به همراه تیم مذاکره‌کننده ایرانی پس از ۱۷ روز مذاکره فشرده، سه‌شنبه ۱۴ ژوئیه (۲۳ تیرماه) در وین پایتخت اتریش موفق به دستیابی به یک توافق جامع و نهایی با گروه ۱+۵، بر سر آینده برنامه هسته‌ای ایران شدند. فدریکا موگرینی، مسئول سیاست خارجی اتحادیه اروپا و محمدجواد ظریف، وزیر امور خارجه ایران در یک نشست رسمی در مقابل رسانه‌ها در وین با خواندن بیانیه‌ای به زبان انگلیسی و فارسی اعلام کردند که توافق نهایی در برنامه هسته‌ای ایران به دست آمده‌است.
این توافق پایانی بر ۱۲ سال مذاکرات ایران با قدرت‌های جهانی بر سر مسئله هسته‌ای است. مذاکراتی که با مسئولیت حسن روحانی در مهر ماه ۱۳۸۲ آغاز و در تیر ماه ۱۳۹۴ با مسئولیت محمدجواد ظریف و در دولت روحانی با توافق جامع به پایان می‌رسد.

#### موضع اسرائیل در توافق نهایی
نخست‌وزیر اسرائیل بنیامین نتانیاهو صریح‌ترین منتقد توافق جاری گفت: «ایران بعد از ده سال (با پایان دوره محدودیت‌ها) قادر خواهد بود بمب‌های اتمی متعدد تولید کند.»

## خواسته‌های قدرت‌های جهانی در مذاکرات اتمی از ایران
- اورانیوم ۵ درصدی حداکثر سقف غنی‌سازی

مطابق توافق ایران و گروه ۱+۵ که در آذر سال ۱۳۹۲ (نوامبر ۲۰۱۳) در ژنو سوئیس به دست آمد، ایران با تعلیق غنی‌سازی ۲۰ درصدی موافقت کرد. غنی‌سازی تا سقف ۵ درصدی در این توافق مورد پذیرش ایران و گروه ۱+۵ قرار گرفت. شش قدرت جهانی می‌خواهند که تعلیق غنی‌سازی اورانیوم ۲۰ درصدی همچنان برای مدتی که گفته شده بیشتر از ۱۰ سال است ادامه داشته باشد و ایران هم می‌گوید که سوخت مورد نیاز رآکتور تحقیقاتی تهران را که اورانیوم ۲۰ درصدی احتیاج دارد، پیش از این به‌طور کافی تولید کرده‌است اما تعلیق طولانی مدت را نمی‌پذیرد.
- محدود کردن ذخیره اورانیوم غنی شده

بر اساس توافق ژنو ایران موافقت کرد که ذخیره اورانیوم ۲۰ درصد غنی شده خود را به میزان ۵ درصدی رقیق کند. مطابق تصدیق آژانس بین‌المللی انرژی اتمی ایران ذخیره اورانیوم خود را مطابق توافق ژنو کاهش داده‌است. کاهش ذخیره اورانیوم ۵ درصدی از جمله موضوعاتی است که در حال حاضر دربارهٔ آن مذاکره می‌شود.
- کاهش تعداد سانتریفیوژها یا ظرفیت غنی‌سازی اورانیوم

علی خامنه‌ای، رهبر جمهوری اسلامی ایران، اوایل تابستان سال ۹۳ در جمع مسئولان دولتی برای نخستین بار به‌طور مشخص با ارائه اعداد و ارقام، جزئیات برنامه ایران در به‌کارگیری سانتریفوژها را اعلام کرد و گفت «مسئولان ما می‌گویند ما به ۱۹۰ هزار سو نیاز داریم. ممکن است این نیاز مال امسال و دو سال دیگر و پنج سال دیگر نباشد، اما این نیاز قطعی کشور است.» سو (SWU)، عبارتی که خامنه‌ای به آن اشاره کرد به عنوان واحد کار جداسازی شناخته می‌شود که بازتاب‌دهنده ظرفیت غنی‌سازی اورانیوم توسط واحدهای سانتریفیوژ است.
توان دستگاه‌های نسل اول سانتریفیوژ ایران یا IR-۱ در گزارش‌های مختلف حدود یک سو برآورد شده‌است. به این معنا که برای رسیدن به معادل ۱۹۰ هزار سو، حدود ۱۹۰ هزار سانتریفیوژ نسل قدیم (IR-۱) لازم است. اما به گفته عباس عراقچی از مذاکره کنندگان ارشد ایران رقم مورد نظر آمریکا تا حدود ۴ هزار سانتریفیوژ است.
- محدود شدن نطنز و فردو

تأسیسات هسته‌ای نطنز و مرکز هسته‌ای فردو دو مرکز غنی‌سازی اورانیوم در ایران به حساب می‌آید. پس از تهدید مکرر آمریکا و تهدید ضمنی اسرائیل به احتمال حمله نظامی به تأسیسات هسته‌ای نطنز، ایران مرکز هسته‌ای فردو را در دل کوه‌های استان قم ساخته و آن را به اصلی‌ترین مرکز غنی‌سازی اورانیوم در ایران تبدیل کرده‌است.
گروه ۱+۵ خواستار تغییر کاربری مرکز هسته‌ای فردو به محل تحقیق و توسعه و انتقال ماشین‌های مشغول غنی‌سازی اورانیوم به نطنز است. علی خامنه‌ای در سخنرانی اوایل تابستان ۹۳ گفته بود که «یکی دیگر از موارد مهم که طرف مقابل تکیه و حساسیت زیادی دارد، حفظ تشکیلاتی است که تخریب آن‌ها برای دشمن امکان‌پذیر نیست. آن‌ها در مورد تأسیسات فردو می‌گویند، چون این تأسیسات قابل دسترسی و ضربه زدن نیست، بنابراین باید تعطیل شود که این سخن، خنده‌آور است.»
- محدودیت در پژوهش‌های اتمی

ایران می‌گوید برنامه تحقیق و توسعه‌ای برای بهبود کیفیت سانتریفوژها و توان غنی‌سازی اورانیوم دارد که در حال اجرا است. علی اکبر صالحی، رئیس سازمان انرژی اتمی ایران سال ۹۲ در فاصله توافق ژنو و اجرای آن گفته بود که بهترین بخش توافق ژنو بخش مربوط به تحقیق و توسعه بوده‌است که در تفاهم‌نامه بدون محدودیت آمده‌است. هدف از ایجاد محدودیت در برنامه تحقیق و توسعه ایران، ایجاد زمان گریز اتمی است. زمانِ گریز اصطلاحی است که برای مدت زمان لازم جهت غنی‌سازی برای رسیدن به یک بمب هسته‌ای به کار می‌رود.
- محدودیت در بازفرآوری اورانیوم

برای بازیافت اورانیوم از سوخت اتمی مصرف شده در رآکتور از عملیات شیمیایی موسوم به بازفرآوری استفاده می‌شود. در این عملیات، ابتدا پوسته فلزی میله‌های سوخت مصرف شده را جدا می‌سازند و سپس آن‌ها را در داخل اسید نیتریک داغ حل می‌کنند. در نتیجه این عملیات، ۱درصد پلوتونیوم، ۳درصد مواد زائد به شدت رادیواکتیو و ۹۶درصد اورانیوم به دست می‌آید که دوباره می‌توان آن را در رآکتور به مصرف رساند. رآکتورهای نظامی این کار را به‌طور بسیار مؤثرتری انجام می‌دهند.
راکتور و تأسیسات بازفرآوری مورد نیاز برای تولید پلوتونیوم را می‌توان به‌طور پنهانی در داخل ساختمان‌های معمولی جاسازی کرد. به همین دلیل، تولید پلوتونیوم به این طریق برای هر کشوری که بخواهد به‌طور پنهانی تسلیحات اتمی تولید کند گزینه مطلوبی خواهد بود. کشورهای گروه ۱+۵ خواهان محدودیت ایران در بازفرآوری اورانیوم استفاده شده هستند. ایران می‌گوید به دلیل اینکه ماهیت برنامه اتمی اش صلح‌آمیز است، مشکلی برای رفع نگرانی‌های بین‌المللی در این زمینه ندارد.
- تغییر رآکتور آب سنگین اراک

راکتور آب سنگین اراک که پلوتونیوم تولیدی آن کاربرد دوگانه از جمله در سلاح‌های اتمی دارد، همواره از موضوعات مورد نگرانی کشورهای مذاکره‌کننده با ایران بر سر برنامه اتمی بوده‌است. مجتمع آب سنگین اراک در ۱۹۰ کیلومتری جنوب غربی تهران واقع شده‌است و ایران می‌گوید حاضر به تبدیل آن به آب سبک نیست و این موضوع را خط قرمز می‌داند. با این همه علی اکبر صالحی، رئیس سازمان انرژی اتمی ایران گفته این رآکتور باز طراحی می‌شود و هدف از این باز طراحی هم کاهش میزان تولید پلوتونیوم آن و رفع نگرانی‌ها در این باره است.
- بازرسی‌های فراتر از معاهده ان‌پی‌تی

اجرای موقت پروتکل الحاقی به معاهده منع گسترش سلاح‌های اتمی (ان پی تی) از ابتدای طرح پرونده اتمی ایران مورد درخواست کشورهای غربی بوده‌است. این پروتکل بازدیدهای سرزده بازرسان آژانس بین‌المللی انرژی اتمی را ممکن می‌کند.
از جمله دیگر درخواست‌هایی که فراتر از معاهده ان پی تی است، اجرای بند ۳٫۱ توافقنامه جانبی اصلاح شده از آئین‌نامه اجرایی پادمان آژانس است که بر اساس آن کشورها باید هر تصمیمی برای ساختن تأسیسات اتمی جدید را پیش از شروع به اطلاع آژانس برسانند در حالی که بر اساس معاهده ان پی تی اطلاع این موضوع به آژانس شش ماه پیش از وارد کردن مواد اتمی به ساختمان یا تأسیسات لزومی ندارد. ایران اجرای هردوی این خواست‌ها را پس از ارسال پرونده اش به شورای امنیت سازمان ملل به حالت تعلیق درآورد.

## مقایسه مذاکره کنندگان ارشد اتمی ایران
این جدول مقایسه‌ای بین کارنامه ۱۲ ساله حسن روحانی، علی لاریجانی، سعید جلیلی و محمدجواد ظریف مذاکره کنندگان ارشد اتمی ایران از شروع گفتگوهای اتمی تا پایان آن است.
| 1                    | حسن روحانی | علی لاریجانی | سعید جلیلی | محمد جواد ظریف |
| مدت زمان مدیریت      | ۲۲ ماه در دولت محمد خاتمی | ۲۶ ماه در دولت محمود احمدی‌نژاد | ۶۸ ماه، در دولت محمود احمدی‌نژاد | از روز ۲۶ مرداد ۱۳۹۲ تا ۱۲ مرداد ۱۴۰۰ در دولت حسن روحانی |
| طرف‌های مستقیم مذاکره | وزرای خارجه بریتانیا، فرانسه و آلمان، رئیس‌جمهور فرانسه و صدر اعظم آلمان. | مسئول سیاست خارجی اتحادیه اروپا، وزاری خارجه سه کشور فرانسه، آلمان و بریتانیا در ماه‌های ابتدایی (دبیر شورای عالی امنیت روسیه و وزیر خارجه چین در ادامه اضافه شدند). | مسئول سیاست خارجی اتحادیه اروپا به همراه معاونان و مدیران کل سیاسی وزارت خارجه شش کشور آمریکا، بریتانیا، فرانسه، چین، روسیه و آلمان. | وزرای خارجه گروه ۱+۵ و مسئول سیاست خارجی اتحادیه اروپا |
| سیاست اصلی           | همکاری با اروپا و جلب اعتماد جامعه جهانی با سیاست تنش زدایی و دور کردن پرونده از شورای امنیت. | تغییر نگاه راهبری از اروپا به آسیا با سیاست نگاه به شرق با هدف نزدیکی به چین و روسیه دو عضو دائم شورای امنیت. | مقاومت در برابر خواست‌های شورای امنیت در تعلیق غنی‌سازی اورانیوم با شعار سیاست تهاجمی و طلبکارانه. افزایش توانایی‌های فنی در صنعت اتمی از جمله آغاز غنی‌سازی اورانیوم با خلوص ۲۰ درصدی برای مصرف در رآکتور تحقیقاتی تهران.                         | خارج کردن پرونده ایران از شورای امنیت سازمان ملل و لغو کلیه تحریم‌های صورت گرفته علیه ایران در پرونده اتمی توسط اتحادیه اروپا و آمریکا |
| مهمترین توافق        | توافق سعدآباد تهران و توافق پاریس. | تنظیم جدول زمانی برای پاسخ به سئوال‌های آژانس. | توافق ژنو و توافق تهران | توافق موقت ژنو و توافق جامع اتمی (یا برنامه جامع اقدام مشترک) |
| مفاد توافق(ها)       | اجرای داوطلبانه پروتکل الحاقی معاهده منع گسترش سلاح‌های اتمی از سوی دولت ایران پیش از تصویب مجلس. آغاز بازرسی‌های گسترده‌تر از تأسیسات اتمی و تعلیق داوطلبانه تزریق گاز به سانتریفوژهای تأسیسات هسته‌ای نطنز (در توافق تهران) و گسترش دامنه تعلیق به کلیه فعالیت‌های اتمی ایران (توافق پاریس).                                                               | قرار بود بر اساس این توافق ایران به تردیدهای آژانس در طی یک دوره زمانی مشخص پاسخ دهد. | ایران درخواست آژانس برای بازرسی از تأسیسات قم را پذیرفت و با پیشنهاد تبادل سوخت موافقت کرد (توافق ژنو). همچنین، موافقت اصولی خود را برای مبادله اورانیوم با غلظت پایین با اورانیوم غنی شده به عنوان سوخت رآکتور تهران اعلام کرد (توافق تهران). | در توافق موقت: غنی‌سازی بالای ۵ درصد متوقف شد؛ تبدیل کلیه اورانیوم ۲۰ درصد غنی شده موجود به شکلی که قابل غنی‌سازی بیشتر نباشد؛ *عدم به‌کارگیری حدود نیمی از سانتریفیوژهای نصب شده در نطنز و عدم به‌کارگیری ۷۵ درصد سانتریفیوژهای نصب شده در سایت فردو؛ فراهم کردن امکان بازرسی روزانه از سایت‌های فردو و نطنز و رآکتور اراک؛ عدم ساخت سایت‌های غنی‌سازی جدید؛ صدور اجازه بازرسی از مراکز تولید سانتریفیوژ و انبارها و عدم راه‌اندازی رآکتور اراک. در توافق جامع: لغو تحریم‌های صورت گرفته در برابر همکاری گسترده ایران و پذیرش برخی از محدودیت‌ها در غنی‌سازی اورانیوم و تغییراتی در رآکتور آب سنگین اراک و وقفه در برخی از فعالیت‌های مرتبط با صنایع اتمی ایران. |
| نتیجه برای ایران     | جلوگیری سه کشور اروپایی از ارسال پرونده اتمی ایران به شورای امنیت و قول استفاده از حق وتو در صورت ارسال پرونده به شورای امنیت (در توافق تهران). همچنین، اعلام آمادگی اروپا برای حمایت از درخواست ایران برای عضویت در سازمان تجارت جهانی و آغاز مذاکره برای همکاری جامع ایران و اتحادیه اروپا در زمینه‌های اقتصادی، سیاسی- امنیتی و فناوری (توافق پاریس). | ارجاع پرونده ایران به شورای امنیت سازمان ملل و صدور قطعنامه‌های شماره ۱۶۹۶ و ۱۷۳۷ و ۱۷۴۷ و گشوده شدن پرونده ایران در ذیل فصل هفتم منشور ملل متحد که موضوع آن تهدید صلح و امنیت جهانی است. شورای امنیت با صدور این سه قطعنامه تحریم اقتصادی ایران را آغاز کرد. شماری از مقام‌های ایران در فهرست تحریم‌ها قرار گرفتند. | وضع تحریم‌های بی‌سابقه از سوی آمریکا و اتحادیه اروپا علیه ایران کاهش نزدیک به نیمی از صادرات نفت کاهش بیش از نیمی از درآمدهای ارزی کشور ایجاد مشکلات فزاینده در انتقال پول نفت صادراتی به دلیل تحریم‌های بانکی                                    | در توافق جامع اتمی که مبنای آن بر اساس توافق موقت ژنو است: زیرساخت هسته‌ای ایران حفظ خواهد شد. هیچ سانتریفیوژی از بین نخواهد رفت و سانتریفیوژهای کلیدی و کار بر سانتریفیوژهای پیشرفته ادامه می‌یابد راکتور آب سنگین اراک زیر نظر شرکت‌های چینی باز طراحی خواهد شد و خواهد ماند تحریم‌ها علیه صادرات و واردات مواد هسته‌ای - که بعضاً از سال ۱۳۵۹ در جریان بود تعلیق می‌شود تحریم‌ها در حوزه‌های بانکی، مالی، نفتی، گازی، پتروشیمی، تجاری، بیمه و حمل و نقل که توسط اتحادیه اروپا و آمریکا وضع شده در ابتدای اجرای توافق به‌طور یک جا تعلیق می‌شوند تحریم تسلیحاتی ایران پس از ۵ سال لغو خواهد شد به نحوی که امکان واردات یا صادرات اقلام دفاعی به صورت موردی فراهم خواهد شد. ممنوعیت خرید اقلام حساس با کاربرد دومنظوره تعلیق و تأمین نیازهای ایران از طریق کمیسیون مشترک ایران و ۱+۵ تسهیل خواهد شد تحریم تحصیل دانشجویان ایرانی در رشته‌های مرتبط با انرژی هسته‌ای به‌طور کامل تعلیق خواهد شد برای اولین بار پس از سه دهه تحریم ممنوعیت خرید هواپیمای مسافربری تعلیق و امکان بازسازی ناوگان هوایی ایران و ارتقای ایمنی پروازها فراهم خواهد شد ده‌ها میلیارد دلار از درآمدهای ایران که مسدود شده بود، آزاد خواهد شد بانک مرکزی، کشتیرانی، شرکت ملی نفت ایران، شرکت ملی نفتکش و شرکت‌های تابعه از شمول تحریم‌ها خارج می‌شوند |
|                      | | | | |